# 高山正也
高山 正也（たかやま まさや、1941年11月23日 - ）は、日本の研究者。慶應義塾大学名誉教授、（株）ライブラリー・アカデミー塾長。

## 来歴・人物
大阪府高石市出身。慶應義塾大学商学部を経て、東京芝浦電気（現在の東芝）の技術情報センターに勤務した後、慶應義塾大学文学部図書館・情報学科で助教授・教授を歴任した。国立公文書館の理事、館長、フェローを経て、現在は慶應義塾大学名誉教授、（株）図書館流通センター顧問、（株）ライブラリー・アカデミー塾長を務めている。
教育者として、様々な教え子や弟子を輩出しており、図書館や記録管理に携わる者も多い。また、研究者としては、マイケル・バックランドを初めとした図書館情報学の代表的研究の翻訳による貢献や、図書館・情報サービスの理論構築に大きく寄与したことを挙げることができる。さらに、公文書管理などのアーカイブに関係した研究活動にも携わっており、近年ではそちらの比重が高まっていると言えよう。
近年では図書館史に関する発表が増えている。
2014年、瑞宝中綬章受章。

## 学歴
- 1966年：慶應義塾大学商学部卒業
- 1970年：慶應義塾大学大学院文学研究科図書館・情報学専攻修士課程修了
- 1980年：慶應義塾大学大学院文学研究科図書館・情報学専攻博士課程単位取得満期退学
- 1982年-1983年：カリフォルニア大学バークレー校 School of Library and Information Studies

## 職歴
- 1970年-1976年：東京芝浦電気株式会社技術情報センター主事
- 1976年-1978年：慶應義塾大学文学部助手
- 1978年-1980年：慶應義塾大学文学部図書館・情報学科専任講師
- 1980年-1985年：慶應義塾大学文学部図書館・情報学科助教授
- 1985年-2006年：慶應義塾大学文学部図書館・情報学科教授／大学院文学研究科委員
- 2006年-2009年：国立公文書館理事
- 2010年-2013年：国立公文書館館長
- 2013年-2015年：国立公文書館フェロー
- 2016年-：（株）ライブラリー・アカデミー塾長

## 専攻
情報管理、記録管理、図書館運営論、図書館計画論、図書館政策論、図書館・情報学教育

## 著作
- 『現代図書館情報学シリーズ』全12巻（樹村房）を監修
- 『図書館の日本文化史』．筑摩書房，ちくま新書，2022年（ISBN：978-4-480-07508-6）
- 『歴史に見る日本の図書館：知的精華の受容と伝承』．勁草書房，2016年（ISBN：978-4-326-05016-1）
- 『現代日本の図書館構想：戦後改革とその展開』．勉誠出版，2013年（ISBN：978-4-585-20022-2）[今まど子と共編著]

## 翻訳
- マイケル・K. バックランド. 『図書館・情報サービスの理論』. 勁草書房, 1990年（ISBN：4326000562）
- マイケル・K. バックランド. 『図書館サービスの再構築：電子メディア時代へ向けての提言』. 勁草書房, 1994年（ISBN：4326000139）［桂啓壮との共訳］
- ジョン・フェザー. 『情報社会をひらく：歴史・経済・政治』. 勁草書房, 1997年（ISBN：4326000198）［古賀節子との共訳］
- ジュリアン ウォーナー. 『本とコンピュータを結ぶ』. 勁草書房, 1999年（ISBN：4326000236）［柳与志夫との共訳］